# Unterlunkhofen
Unterlunkhofen (schweizertyska: Underlunkofe) är en ort och kommun i distriktet Bremgarten i kantonen Aargau, Schweiz. Kommunen har 1 629 invånare (2023).